# Mauriano (espatário imperial)
Mauriano (em latim: Maurianus) foi um oficial bizantino do século VII. É conhecido através de seu selo no qual é registrado como espatário imperial; o obverso possui uma águia com um monograma cruciforme com seu título e no reverso está seu nome.